# Troy Murphy
Troy Brandon Murphy (Morristown, 2 maggio 1980) è un ex cestista statunitense, professionista nella NBA.

## Carriera

### High school e università
Troy Murphy ha frequentato la Delbarton School per quattro anni prima di andare all'Università di Notre Dame, dove si impone come una delle migliori proposte universitarie, venendo infatti inserito per due volte tra gli All-American. Nel 2001 si dichiara eleggibile per il Draft NBA.

### NBA
Murphy viene scelto con la chiamata numero 14 del primo giro dai Golden State Warriors. La prima stagione non lo vede esprimersi a grandissimi livelli, anche se lascia intravedere buone qualità, soprattutto verso il finale di stagione. La stagione successiva, infatti, viene da lui conclusa con una doppia doppia di media (11,7 punti e 10,2 rimbalzi), che lo aiuta a classificarsi al secondo posto delle votazioni per il NBA Most Improved Player Award. Inoltre, parte nel quintetto base della squadra sophomore alla Rookie Challenge in occasione dell'All-Star Weekend 2003. Nel corso della stagione, tra l'altro, una delle sue caratteristiche a Notre Dame, ovvero il tiro da tre, non viene sfruttata - 14 i tiri totali, 5 mandati a bersaglio.
Nel corso della pausa estiva, Murphy si allena soprattutto per migliorare ancor di più il suo mancino dalla lunga distanza, che non potrà sfoggiare spesso nel corso della stagione 2003-04, falcidiata da numerosi infortuni che riducono le sue possibilità di gioco a 28 sole gare, senza mai partire in quintetto. Prima della stagione successiva, Murphy si allena per diventare un giocatore completo e versatile, accompagnato da un lavoro di irrobustimento muscolare: chiude la stagione con 15,4 punti e 10,8 rimbalzi di media, che diventano 14 e 10 nella stagione 2005-06.
Il 17 gennaio 2007 viene coinvolto in una trade che lo porta ai Pacers insieme a Dunleavy, McLeod e Diogu, mentre compiono il percorso inverso Stephen Jackson, Šarūnas Jasikevičius, Al Harrington e Josh Powell. Termina la stagione 2007-08 con 12,2 punti e 7,2 rimbalzi di media.
Dopo una breve parentesi ai New Jersey Nets, nel febbraio 2011 viene scambiato ai Golden State Warriors, con cui raggiunge un accordo per rescindere il contratto senza giocare neppure una partita.
Il 2 marzo firma per i Boston Celtics, con cui, il 22 aprile 2011, gioca contro i New York Knicks la sua prima partita in carriera nei Playoff.
Il 17 dicembre 2011 firma per i Los Angeles Lakers e vi rimane fino al termine della stagione, giocando 59 partite con medie di 3,2 punti e 3,2 rimbalzi nei 16,2 minuti di utilizzo a partita.
Il 2 novembre 2012 firma un contratto di un anno al minimo salariale con i Dallas Mavericks.

## Statistiche

### College
| Anno      | Squadra             | PG | PT | MP   | TC%  | 3P%  | TL%  | RP   | AP  | PRP | SP  | PP   |
| --------- | ------------------- | -- | -- | ---- | ---- | ---- | ---- | ---- | --- | --- | --- | ---- |
| 1998-1999 | Notre Dame F. Irish | 27 | 27 | 33,0 | 53,8 | 30,8 | 74,1 | 9,9  | 1,4 | 1,3 | 1,4 | 19,2 |
| 1999-2000 | Notre Dame F. Irish | 37 | 37 | 35,6 | 49,2 | 32,6 | 80,8 | 10,3 | 1,6 | 1,4 | 1,0 | 22,7 |
| 2000-2001 | Notre Dame F. Irish | 30 | 29 | 36,3 | 47,1 | 34,9 | 76,6 | 9,2  | 2,1 | 0,9 | 1,7 | 21,8 |
| Carriera  | Carriera            | 94 | 93 | 35,1 | 49,6 | 33,5 | 77,7 | 9,8  | 1,7 | 1,2 | 1,3 | 21,4 |

### NBA

#### Regular Season
| Anno      | Squadra          | PG  | PT  | MP   | TC%  | 3P%  | TL%  | RP   | AP  | PRP | SP  | PP   |
| --------- | ---------------- | --- | --- | ---- | ---- | ---- | ---- | ---- | --- | --- | --- | ---- |
| 2001-2002 | G.S. Warriors    | 82  | 4   | 17,7 | 42,1 | 33,3 | 77,6 | 3,9  | 0,9 | 0,4 | 0,3 | 5,9  |
| 2002-2003 | G.S. Warriors    | 79  | 79  | 31,8 | 45,1 | 21,4 | 84,1 | 10,2 | 1,3 | 0,8 | 0,4 | 11,7 |
| 2003-2004 | G.S. Warriors    | 28  | 0   | 21,8 | 44,0 | 29,4 | 75,0 | 6,2  | 0,7 | 0,4 | 0,6 | 10,0 |
| 2004-2005 | G.S. Warriors    | 70  | 69  | 33,9 | 41,4 | 39,9 | 73,0 | 10,8 | 1,4 | 0,8 | 0,5 | 15,4 |
| 2005-2006 | G.S. Warriors    | 74  | 74  | 34,0 | 43,3 | 32,0 | 78,7 | 10,0 | 1,4 | 0,6 | 0,4 | 14,0 |
| 2006-2007 | G.S. Warriors    | 26  | 17  | 25,7 | 45,0 | 37,3 | 71,2 | 6,0  | 2,3 | 0,8 | 0,7 | 8,9  |
| 2006-2007 | Indiana Pacers   | 42  | 31  | 28,2 | 46,1 | 40,9 | 77,2 | 6,1  | 1,6 | 0,6 | 0,6 | 11,1 |
| 2007-2008 | Indiana Pacers   | 75  | 61  | 28,1 | 45,5 | 39,8 | 79,7 | 7,2  | 2,2 | 0,7 | 0,4 | 12,2 |
| 2008-2009 | Indiana Pacers   | 73  | 73  | 34,0 | 47,5 | 45,0 | 82,6 | 11,8 | 2,4 | 0,8 | 0,5 | 14,3 |
| 2009-2010 | Indiana Pacers   | 72  | 69  | 32,6 | 47,2 | 38,4 | 79,8 | 10,2 | 2,1 | 1,0 | 0,5 | 14,6 |
| 2010-2011 | N.J. Nets        | 18  | 4   | 16,0 | 34,2 | 17,4 | 52,9 | 4,2  | 0,9 | 0,4 | 0,1 | 3,6  |
| 2010-2011 | Boston Celtics   | 17  | 0   | 10,5 | 42,1 | 10,0 | 84,6 | 2,2  | 0,4 | 0,5 | 0,1 | 2,6  |
| 2011-2012 | L.A. Lakers      | 59  | 0   | 16,2 | 45,0 | 41,8 | 66,7 | 3,2  | 0,9 | 0,3 | 0,3 | 3,2  |
| 2012-2013 | Dallas Mavericks | 14  | 1   | 18,3 | 36,1 | 31,4 | 90,9 | 3,5  | 0,5 | 0,7 | 0,4 | 4,6  |
| Carriera  | Carriera         | 729 | 482 | 27,3 | 44,5 | 38,8 | 78,5 | 7,8  | 1,5 | 0,7 | 0,4 | 10,8 |

#### Playoffs
| Anno     | Squadra        | PG | PT | MP  | TC% | 3P% | TL% | RP  | AP  | PRP | SP  | PP  |
| -------- | -------------- | -- | -- | --- | --- | --- | --- | --- | --- | --- | --- | --- |
| 2011     | Boston Celtics | 1  | 0  | 3,0 | -   | -   | -   | 1,0 | 0,0 | 0,0 | 0,0 | 0,0 |
| 2012     | L.A. Lakers    | 4  | 0  | 3,8 | 100 | 100 | -   | 0,8 | 0,0 | 0,0 | 0,0 | 0,8 |
| Carriera | Carriera       | 5  | 0  | 3,6 | 100 | 100 | -   | 0,8 | 0,0 | 0,0 | 0,0 | 0,6 |

## Palmarès
- 2 volte NCAA AP All-America First Team (2000, 2001)